# Plainfield (Wisconsin)
Plainfield è un villaggio degli Stati Uniti d'America, situato in Wisconsin, nella contea di Waushara.
La cittadina salì alla ribalta delle cronache durante gli anni '50, quando fu teatro degli efferati delitti del serial killer Ed Gein.